# Бойко, Валерий Васильевич
Вале́рий Васи́льевич Бо́йко (род. 24 апреля 1952) — советский белорусский легкоатлет, специалист по прыжкам с шестом. Выступал за сборную СССР по лёгкой атлетике в 1970-х годах, бронзовый призёр чемпионатов СССР, победитель первенств всесоюзного и республиканского значения, участник Всемирной Универсиады в Риме. Представлял Минск и спортивное общество «Буревестник».

## Биография
Валерий Бойко родился 24 апреля 1952 года. Занимался лёгкой атлетикой в Минске, выступал за Белорусскую ССР и добровольное спортивное общество «Буревестник».
Впервые заявил о себе в прыжках с шестом в марте 1972 года, когда на всесоюзных соревнованиях в Донецке с результатом 5,10 выиграл серебряную медаль.
В июле 1973 года одержал победу на домашнем турнире в Минске, взяв планку в 5,21 метра.
В июне 1974 года с результатом 5,20 занял пятое место на соревнованиях в Москве, в июле с тем же результатом завоевал бронзовую награду на чемпионате СССР в Москве.
В 1975 году стал бронзовым призёром на зимнем чемпионате СССР в Ленинграде, победил на международном турнире в американском Ричмонде, установив при этом свой личный рекорд в прыжках с шестом в помещении — 5,43 метра. Летом был вторым в полуфинале Кубка Европы в Лондоне (5,35) и пятым на чемпионате страны в рамках VI летней Спартакиады народов СССР в Москве (5,30). Будучи студентом, представлял Советский Союз на Всемирной Универсиаде в Риме — прыгнул здесь на 5 метров ровно, расположившись в итоговом протоколе на четвёртой строке.
В 1976 году выиграл бронзовую медаль на чемпионате СССР в Киеве (5,40).
В 1978 году взял бронзу на международном турнире в Хельсинки (5,30), завоевал золото на международном турнире в Варшаве (5,40).
В 1979 году на VII летней Спартакиаде народов СССР в Москве на предварительном этапе установил личный рекорд в прыжках с шестом на открытом стадионе — 5,45 метра, но в итоге в число призёров не попал.
В июне 1980 года отметился победой на международном турнире в Турине.
Жена Татьяна Бойко (Шляхто) — так же титулованная легкоатлетка, прыгунья в высоту.